# Gare de La Possonnière
Gare de La Possonnière vasútállomás Franciaországban, La Possonnière településen.

## Vasútvonalak
Az állomást az alábbi vasútvonalak érintik:
- Tours–Saint-Nazaire-vasútvonal
- La Possonnière-Niort-vasútvonal

## Kapcsolódó állomások
A vasútállomáshoz az alábbi állomások vannak a legközelebb:
- Gare de Savennières - Béhuard (Gare de Tours, Tours–Saint-Nazaire-vasútvonal)
- Gare de Chalonnes
- Gare de Champtocé-sur-Loire (Gare de Saint-Nazaire, Tours–Saint-Nazaire-vasútvonal)